# Miary nowopolskie
Miary nowopolskie (system nowopolski) – system miar Królestwa Polskiego wprowadzony 1 stycznia 1819, oficjalnie stosowany do 1849, kiedy zastąpiły go miary rosyjskie, w praktyce korzystano z niego również później.
Wywodził się ze stosowanych wcześniej miar staropolskich i miar wrocławskich, miał też pewne odniesienia do systemu metrycznego.

## Podstawowe jednostki

### Miary długości

#### Handlowe
- 1 cal = 0,024  m
- 1 ćwierć = 6 cali = 0,144 m
- 1 stopa = 2 ćwierci = 0,288 m
- 1 łokieć (miara podstawowa) =  2 stopy = 0,576 m

#### Rolne i budowlane
- 1 cal geometryczny = 0,043 m
- 1 stopa geometryczna = 10 cali = 0,432 m
- 1 sążeń (miara podstawowa) = 6 stóp = 1,728 m
- 1 pręt = 2,5 sążnia = 4,32 m
- 1 sznur mierniczy = 10 prętów = 43,2 m

#### Drogowe
- 1 staje milowe = 1066,8 m
- 1 mila = 8 stai = 8534,3 m

### Rolne miary powierzchni
- 1 pręt kwadratowy = 18,66 m²
- 1 kwadratowy sznur mierniczy = 100 prętów kwadratowych = 1866,2 m²
- 1 morga (miara podstawowa) = 3 sznury kwadratowe = 5598,7 m²

### Miary objętości

#### Ogólne
- 1 sążeń sześcienny = 2 sągi = 27 łokci sześciennych = 5,1598 m³
- 1 sąg (leśny, do drzewa) = 1/2 sążnia sześciennego = 2,5799 m³
- 1 łokieć sześcienny = 8 stóp sześciennych = 0,19110 m³
- 1 stopa sześcienna = 1728 cali sześciennych = 23,888 dcm³
- 1 cal sześcienny = 1728 linii sześciennych = 13,824 cm³
- 1 linia sześcienna = 8,000 mm³

#### Ciał sypkich (ziarna)
- 1 łaszt = 30 korcy = 3840 l
- 1 korzec = 4 ćwierci = 128 l
- 1 ćwierć = 8 garnców = 32 l
- 1 garniec (miara podstawowa) = 4 kwarty = 4 l
- 1 kwarta = 4 kwaterki = 1,000 l
- 1 kwaterka = 1/4 kwarty = 0,25 l

#### Do cieczy
- 1 stągiew = 2 beczki = 200 l
- 1 beczka = 25 garnców = 100 l
- 1 garniec (miara podstawowa) = 4 kwarty = 4 l
- 1 kwarta = 1 l
- 1 kwaterka = 1/4 kwarty = 0,25 l

### Miary masy

#### Handlowe i ogólne
- 1 cetnar (centnar) = 4 kamienie = 100 funtów = 40,55 kg
- 1 kamień = 25 funtów = 10,14 kg
- 1 funt = 16 uncji = 32 łuty = 0,405504 kg
- 1 uncja = 2 łuty = 25,34 g
- 1 łut = 4 drachmy = 12,67 g
- 1 drachma = 3 skrupuły = 3,168 g
- 1 skrupuł = 30 granów = 1,056 g
- 1 gran = 5,5 granika = 44,00 mg
- 1 granik = 8,000 mg

#### Aptekarskie
- 1 funt aptekarski = 1 funt norymberski = 0,35851 kg
- 1 uncja aptekarska = 1/12 funta aptekarskiego = 8 drachm aptekarskich = 29,88 g
- 1 drachma aptekarska = 3 skrupuły aptekarskie = 3,7345 g
- 1 skrupuł aptekarski = 20 granów aptekarskich = 1,245 g
- 1 gran = 62,24 mg